# Psychotria paniculata
Psychotria paniculata là một loài thực vật có hoa trong họ Thiến thảo. Loài này được (Aubl.) Raeusch. miêu tả khoa học đầu tiên năm 1797.